# مجذوبة القمر (فلم)
مجذوبة القمر أو مجنونة في الحب أو هائمة في ضوء القمر (بالإنجليزية: Moonstruck) هو فيلم كوميدي تم إنتاجه في الولايات المتحدة وصدر في سنة 1987.

## طاقم التمثيل
- شير (مغنية)
- نيكولاس كيج
- داني أييلو

## الميزانية والإيرادات
بلغت تكلفة إنتاج الفيلم حوالي 15 مليون دولار بينما حقق أرباحا تقدر بـ 91,640,528 دولار.

### ترشيحات وجوائز
| السنة | الحدث  | الفئة     | النتيجة |
| ----- | ------ | --------- | ------- |
|       | أوسكار | أفضل فيلم | ترشـيـح |

## وصلات خارجية
- مقالات تستعمل روابط فنية بلا صلة مع ويكي بيانات